# استاد: رشته‌های حقیقت
استاد: رشته‌های حقیقت (به کره‌ای: 마에스트라; انگلیسی: Maestra: Strings of Truth) یک مجموعه تلویزیونی کره جنوبی سال ۲۰۲۳ با بازی لی یونگ ئه، لی مو-سنگ، کیم یونگ جه و هوانگ بو-روم-بیول است. این مجموعه بر پایه مجموعه تلویزیونی فرانسوی فیلارمونیا است و در مورد مبارزه و رشد یکی از تنها پنج درصد رهبران ارکستر زن در جهان است. این مجموعه از ۹ دسامبر ۲۰۲۳ تا ۱۴ ژانویه ۲۰۲۴، روزهای شنبه و یکشنبه ساعت ۲۱:۲۰ (کی‌اس‌تی) از تی‌وی‌ان برای ۱۲ قسمت پخش شد. این مجموعه برای استریم در تیوینگ در کره جنوبی و در دیزنی پلاس در مناطق منتخب قابل دسترسی است.

## بازیگران
- لی یونگ ئه در نقش چا سه اوم

ویولونیست سابق مشهور و رهبر ارکستر فیلارمونیک هان‌گانگ
- لی مو-سنگ در نقش یو جونگ جه

یک غول سرمایه‌گذاری و رئیس یوسی فایننشال
- هوانگ بو-روم-بیول در نقش لی رو نا[۲]
- کیم یونگ جه در نقش کیم پیل[۲]
- پارک هو سان در نقش جون سانگ دو[۲]

## تولید
نخستین جلسه فیلمنامه خوانی در پایان فوریه ۲۰۲۳ برگزار و فیلم‌برداری بلافاصله پس‌از آن آغاز شد.